# Sant Nicolau de Freixe
Sant Nicolau de Freixe, també coneguda com a Sant Nicolau del Tretzè, és una església romànica al terme municipal de Piera a la comarca de l'Anoia. Va ser construïda en dues fases, entre el segle xii i el segle xiii. Està adossada a una torre de defensa del castell de Freixe, declarat Bé Cultural d'Interès Nacional. És una obra inclosa en l'Inventari del Patrimoni Arquitectònic de Catalunya.

## Descripció
Va ésser edificada la capella a partir d'un antic castell existent ja el 1084 com a independent dintre del terme del castell de Fontanet. Es va aprofitar una de les torres de l'antic castell ha estat per construir l'esglesiola. La capella, d'una nau, és de planta rectangular, amb absis i un arc ogival o d'ametlla en la paret nord, formant una petita ampliació, possiblement pertanyent a una capella interior. La nau està coberta amb una volta peraltada i acabada amb teula àrab. A llevant hi ha un absis semicircular, cobert amb una volta de quart d'esfera, amb una finestra de doble esqueixada i amb un arc de mig punt de pedra tosca. A la façana sud hi ha dues obertures de doble esqueixada, a l'oest una finestra cruciforme i la porta d'accés amb un arc de mig punt de dovelles llises. La porta és d'arc de mig punt, adovellada i orientada a ponent, a sobre de la qual hi ha una finestra de creu grega. Per dintre de l'esmenta't arc ogival surten unes escales que portaven a l'antic cor, avui desaparegut. El campanar és de cadireta d'un ull, refet a primers de segle. El 1967 va ser reformada.
Les parets interiors són de carreus basts, mentre que a l'exterior l'obra està realitzada amb còdols rodolats. Les cantonades estan realitzades amb travertí. L'església està adossada pel mur nord a una de les torres ciruclars del castell, coberta en un primer compartiment amb volta de pedra. De la resta del castell només se'n poden apreciar algunes parts del mur en mal estat.

## Història
Freixe ja apareix documentat l'any 995 en una carta de repoblament del vescomte de Barcelona Guitard, en la qual se cedien unes terres a uns repobladors amb el compromís de conrear-les i d'aixecar una torre defensiva, l'origen del castell de Freixe.
Sant Nicolau del Tretzè era la capella de l'antiga masia i quadra del Freixe, on el 1084 hi havia ja bastit el castell de Freixe i el 1260 ja existia l'església de Sant Nicolau que surt com a sufragània de Piera entre els segles xv i xvi. L'edificació, en part romànica, ha estat renovada i és adossada a les restes d'una vella torre.
Al segle xii el castell va ser donat a Santa Maria de Solsona. Durant tot el segle xiii es van produir diversos litigis entre els castlans de Freixe i el paborde de Solsona, que van acabar el 1283 quan Ponç de Vilaró, paborde de Solsona, va comprar a Simó de Freixe els drets sobre la fortalesa. L'església depenia canonicalment de Solsona, però a la vegada al formar part del terme del castell de Piera també era sufragània de Santa Maria de Piera. Amb la creació de la parròquia de Sant Jaume Sesoliveres, més propera, va esdevenir sufragaria de Sant Nicolau.
Actualment forma part de la bodega Masia Freixe, propietat de la família Capell, que l'any 1967 van dur a terme la restauració del castell i l'església, deixant-la apte per al culte.